# Beetsha
Beetsha – wieś w Botswanie w dystrykcie North West. Według spisu ludności z 2001 roku wieś liczyła 760 mieszkańców.